# بوئینگ کی‌سی-۹۷ استراتوفرایتر
بوئینگ کی‌سی-۹۷ استراتوفرایتر (به انگلیسی: Boeing KC-97 Stratofreighter) یک هواپیمای ساختِ بوئینگ در کشور ایالات متحده آمریکا است که در سال ۱۹۵۱ ساخته شد. نخستین استفاده‌کنندهٔ این هواپیما نیروی هوایی ایالات متحده آمریکا بوده‌است.